# 1919年埃及革命
1919年埃及革命是一場反對英國佔領埃及和蘇丹的全國性革命。它是由各行各業的埃及人於1919年在英國命令把埃及民族主義領導人薩德·扎格盧勒和瓦夫德黨的其他成員流放馬爾他後引起的。

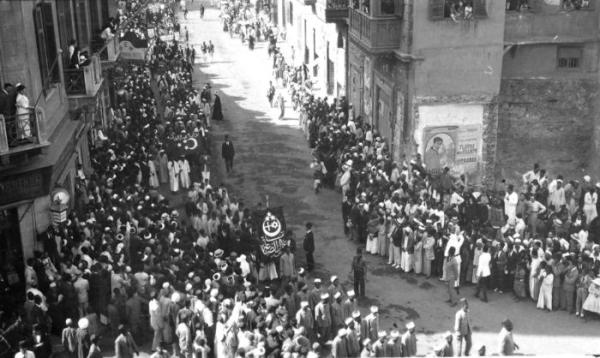
发生在开罗的一场游行，人群中有人高举星月大卫星十字架等组成的埃及旗帜

## 背景
土耳其帝國在19世紀後期仍保留了對埃及的名義主權，但兩國之間的政治聯繫在很大程度上由於1805年穆罕默德·阿里帕夏早些時候奪取政權而被切斷，後來英國對埃及的影響力卻因對埃及占領日漸加強。從1883年至1914年，在奧斯曼帝國蘇丹統治下的埃及和蘇丹的赫迪夫仍然是該國的正式統治者，但英國總領事行使了最終權力。
第一次世界大戰期間在俄羅斯帝國和奧斯曼帝國之間爆發高加索戰役時，英國在埃及宣布戒嚴，並宣布將承擔全部戰爭負擔。1914年12月14日，埃及的赫迪夫升格為單獨的埃及蘇丹國，並宣佈為英國的保護國，從而最終終止了奧斯曼帝國對埃及省的主權。
保護國的條件使埃及民族主義者相信，這是一個臨時安排，在世界大戰後將通過與英國的雙邊協議予以改變。

## 因素
第一次世界大戰之前，民族主義的鼓動僅限於受過良好教育的精英。然而，在戰爭期間，人們對英國占領的不滿在所有階層的人民中蔓延。儘管英國承諾承擔全部戰爭負擔，但這是埃及日益參與戰爭的結果。
在戰爭期間，英國將大量外國軍隊調入埃及，將一百五十萬埃及人徵召入勞動謍，並徵用了建築物，農作物，牲畜。此外，由於協約國在戰爭期間的承諾（例如美國總統伍德羅·威爾遜的“十四點和平原則”），埃及政治階層準備進行自治。到戰爭結束時，埃及人民要求獨立。

## 事件
在第一次世界大戰歐洲西部戰線停戰後不久，由薩德·扎格盧勒率領的埃及民族主義激進主義者代表團向高級專員雷金納德·溫蓋特要求結束英國在埃及和蘇丹的佔領並參加計劃中的巴黎和平會議。 
同時，民間在基層組織一場群眾運動，以實現埃及和蘇丹的完全獨立。那時，扎格盧勒和瓦夫德黨在埃及人民中得到了廣泛的支持。瓦夫德黨派特員進入城鎮和村莊，收集簽名，授權運動的領導人要求該國完全獨立。
英國人看到了瓦夫德黨領導人的普遍支持，並擔心社會動盪，便逮捕扎格盧勒並將他與另外兩名運動領導人一起驅逐到馬耳他。在3月15日至31日的大範圍騷亂中，至少有800名埃及人被殺，許多村莊被燒毀，大片土地被掠奪，鐵路被摧毀。著名的埃及歷史教授詹姆斯·揚科夫斯基說：結果就是革命。
直到四月的幾週內，學生，精英，公務員，商人，農民，工人和宗教領袖在埃及各地進行的示威和罷工每天都在發生，以致使正常生活陷入停頓。群眾運動的特點是男女都參與，也跨越了埃及穆斯林和科普特人基督徒之間的宗教鴻溝。埃及農村地區的起義更為激烈，涉及對英國軍事設施，民用設施和人員的襲擊。到1919年7月25日，有800名埃及人死亡，另外1600人受傷。
1919年12月，英國首相勞合·喬治政府向埃及派出了一個調查委員會，稱為“米爾納特派團”，以確定造成這一混亂的原因，並就該國的政治未來提出建議。米爾納勳爵在1921年2月發表給勞來·喬治內閣和喬治五世國王的報告中建議，埃及的保護國地位不令人滿意，應予以放棄。起義迫使倫敦後來於1922年2月22日單方面宣布埃及獨立。

## 事後
英國政府提出承認埃及為獨立的主權國家，但英國政府堅持以下權力：大英帝國在埃及的通訊安全；捍衛埃及免受外國侵略和保護埃及和蘇丹的外國利益。
瓦夫德黨於1923年根據議會代表制起草了新憲法。在這一階段，埃及的獨立是名義上的，因為英軍實際上仍繼續在埃及領土上存在。此外，英國對埃及獨立的承認直接將蘇丹排除在外，而蘇丹繼續作為英-埃及共管國。薩德·扎格盧勒在1924年成為埃及第一位民選總理。